# Placka pomořanská
Placka pomořanská (Alosa alosa) je ryba z čeledi sleďovití. Žije v moři, ale vytírá se ve sladkých vodách. Nyní[kdy?] jich velmi ubývá, kvůli silnému znečištění řek, ve kterých se tře.

## Výskyt
Obývá pobřežní vody Evropy v Atlantiku, Baltském a Severním moři.

## Potrava
Živí se drobnými živočichy, jako jsou drobní korýši, larvy hmyzu či malé ryby.

## Popis
Má prodloužený břišní kýl. Má modrozelený hřbet a stříbřitě bílé boky a břicho. Za skřelemi bývá jedna tmavá skvrna, za ní mívá jednu až dvě skvrny méně zřetelné. Nemá na bocích postranní čáru. Dosahuje velikosti okolo 70 cm a hmotnosti 2,7 kg.
Táhne se třít často velmi daleko proti proudu řek v květnu a v červnu. Její jikry se vznášejí nade dnem a plůdek se líhne po 3 až 4 dnech. Rybky dlouhé asi 8 – 12 cm táhnou ze sladkých vod do moře. Zde žijí několik let. Když dosáhnou délky 30 – 40 cm, táhnou poprvé do sladkých vod ke tření.